# 125 Years Ultimate Icon
Het 125 Years Ultimate Icon is een voetbaltrofee, in 2021 uitgereikt door de Koninklijke Belgische Voetbalbond (KBVB). De prijs werd uitgereikt ter ere van het 125-jarig bestaan van de KBVB. De Koninklijke Belgische Voetbalbond (KBVB) nomineerde Rode Duivels, Red Flames, spelers van de Futsal Red Devils en bondscoaches van deze teams die actief waren op een Europees Kampioenschap of een Wereldkampioenschap.
Eden Hazard werd de winnaar. Hij wordt beschouwd als het meest iconisch Belgische voetbalfiguur uit de 125-jarige geschiedenis van de KBVB.
De stemming liep via de website van de KBVB. Alle supporters kregen de kans om hun stem uit te brengen, tussen 16 december 2020 en 10 januari 2021. De stemmen van de leden van 1895 Official Belgian Fan Club, de overkoepelende officiële fanclub van de nationale voetbalteams van de KBVB, telden dubbel.
Op 13 januari 2021 werd de winnaar bekendgemaakt in de tv-uitzending van de Gouden Schoen. Daarnaast maakte de KBVB ook het 125 Years Icons Team bekend.

## Uitslag
| Nr. | Naam             | % stemmen |
| --- | ---------------- | --------- |
| 1.  | Eden Hazard      | 10,6 %    |
| 2.  | Vincent Kompany  | 9,4 %     |
| 3.  | Kevin De Bruyne  | 9,1 %     |
| 4.  | Jan Ceulemans    | 9,0 %     |
| 5.  | Paul Van Himst   | 7,3 %     |
| 6.  | Romelu Lukaku    | 6,2 %     |
| 7.  | Guy Thys         | 6,2 %     |
| 8.  | Eric Gerets      | 5,1 %     |
| 9.  | Jean-Marie Pfaff | 3,2 %     |
| 10. | Raymond Goethals | 3,2 %     |